# Bjarni Benediktsson (1970)
Bjarni Benediktsson (Reikiavik; 26 de enero de 1970) es un político islandés, que se desempeñó brevemente como primer ministro de Islandia en dos ocasiones, primero en 2017 y luego en 2024.Con anterioridad había sido ministro de Finanzas del gobierno del anterior primer ministro, Sigmundur David Gunnlaugsson, quien dimitió en abril de 2016.
Su tío abuelo Bjarni Benediktsson (1908-1970) fue primer ministro de Islandia entre 1963 y 1970.
Fue elegido del conservador Partido de la Independencia en su congreso nacional celebrado el 29 de marzo de 2009 con el 58,1 por ciento de los votos, casi un mes antes de las elecciones legislativas islandesas de abril de 2009. El partido quedó en segundo lugar en aquellas elecciones, con 16 escaños, nueve menos que en las elecciones anteriores. Tras admitir la derrota el 26 de abril de 2009, dijo que su partido había perdido la confianza de los votantes. «Hemos perdido esta oportunidad, pero más adelante volveremos a ganar», dijo.
Abogado de profesión, es miembro de una familia asociada con la élite política y económica islandesa. Después de obtener una licenciatura en derecho por la Universidad de Islandia, completó sus estudios en Alemania y en los Estados Unidos antes de retornar a Islandia para trabajar como abogado. Obtuvo un acta de diputado en el parlamento nacional en 2003 y ha estado activo en diversas comisiones de las áreas de economía e impuestos, industria y asuntos exteriores. Entre 2005 y 2008 fue miembro de la dirección de N1 y BNT, dos de las principales empresas del país, pero abandonó el mundo de los negocios en 2008, durante la crisis bancaria islandesa, porque creía más adecuado dedicarse al mundo de la política «con todas sus fuerzas».
En las elecciones legislativas islandesas de abril de 2013 catapultó su partido al primer puesto del parlamento islandés, empatado en escaños con el Partido Progresista de Sigmundur Davíð Gunnlaugsson. El 30 de abril, este último recibió el encargo del presidente, Ólafur Ragnar Grímsson, de iniciar conversaciones para formar un nuevo gobierno, y lo hizo con su antiguo socio, el Partido de la Independencia. Resultado del gobierno de coalición con los progresistas, Bjarni desempeñó el cargo de ministro de Hacienda a partir de mayo de 2013 hasta su nombramiento como primer ministro.
Fue nombrado en el asunto de los Papeles de Panamá en abril de 2016, pero logró mantenerse como líder del Partido de la Independencia a pesar del escándalo.